# Big E

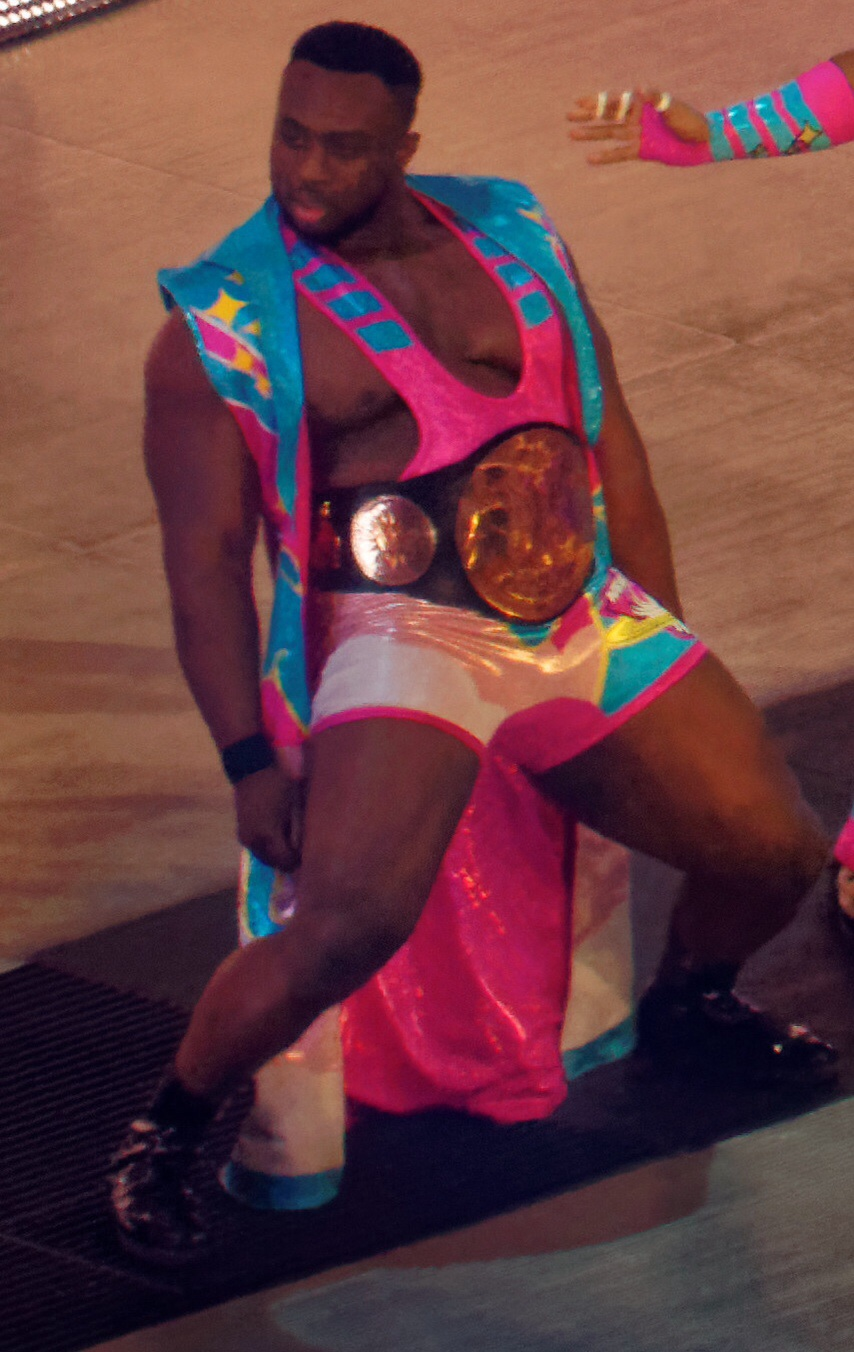
WWE Tag Team Bajnok, 2016

Ettore Ewen, ismertebb nevén Big E (Tampa, 1986. március 1. –) amerikai pankrátor és egykori amerikaifutball-játékos. 2009-ben írta alá a szerződést a WWE-vel, ahol először a Florida Championship Wrestling-hez került, majd az NXT fejlesztési területhez, később pedig felkerült a főnévsorba, ahol a SmackDown csapatát erősíti. Egyszeres NXT bajnok, egyszeres interkontinentális bajnok, kétszeres RAW Tag Team Bajnok, és háromszoros SmackDown Tag Team Bajnok.

## Profi pankrátor karrier
2014 júniusában Kofi Kingstonnal és Xavier Woodsszal megalapítja a The New Day nevű formációt. A WWE történetében ez az egyik legsikeresebb trió, ezt mi sem bizonyítja másképp, mint az, hogy háromszor nyerték meg a SmackDown Tag Team bajnoki címet, kétszer a RAW Tag Team bajnoki címet, 2015-ben és 2016-ban pedig megkapták az "Év Csapata" különdíjat.

## Eredményei
Florida Championship Wrestling
- CW Florida Tag Team Bajnok (1x) – csapattársa: Calvin Raines

Pro Wrestling Illustrated
- Az Év Csapata (2015, 2016) - The New Day, csapattársai: Kofi Kingston és Xavier Woods

WWE
- NXT Bajnok (1x)
- WWE (Raw) Tag Team Bajnok (2x) – csapattársai: Kofi Kingston és Xavier Woods
- WWE Interkontinentális Bajnok (1x)
- WWE SmackDown Tag Team Bajnok (3x) – csapattársai: Kofi Kingston és Xavier Woods
- WWE SmackDown Tag Team Bajnokság nyertese (2018)

## Bevonuló zenéi
- Jim Johnston - I Need Five
- Jim Johnston - "New Day, New Way" (2014. november 28. – napjainkig; The New Day csapat tagjaként)

## Fordítás
- Ez a szócikk részben vagy egészben  a   Big E (wrestler) című angol Wikipédia-szócikk fordításán alapul.  Az eredeti cikk szerkesztőit annak laptörténete sorolja fel. Ez a jelzés csupán a megfogalmazás eredetét és a szerzői jogokat jelzi, nem szolgál a cikkben szereplő információk forrásmegjelöléseként.